# Jan Kněžourek
Jan Kněžourek (* 1927; † unbekannt) war ein tschechoslowakischer Radrennfahrer und nationaler Meister im Radsport.

## Sportliche Laufbahn
Kněžourek war im Straßenradsport aktiv. Er begann 1948 mit dem Radsport. 1951 holte er in der DDR-Rundfahrt einen Etappensieg und beendete das Etappenrennen auf dem 9. Platz. 1952 gewann er den nationalen Titel im Mannschaftszeitfahren. In der Internationalen Friedensfahrt startete er dreimal. 1951 wurde er 36., 1952 32. der Gesamtwertung. 1953 beendete er das Rennen nicht.
Im längsten tschechischen Eintagesrennen Prag–Karlovy Vary–Prag kam er 1949 hinter Jan Veselý auf den zweiten Platz, 1950 und 1951 wurde er Dritter.